# Балюк, Александр Александрович
Алекса́ндр Алекса́ндрович Балю́к (укр. Олександр Олександрович; 19 марта 1974, село Пилиповичи, Украинская ССР, СССР — 20 февраля 2014, Киев, Украина) — украинский активист Евромайдана. Один из героев Небесной сотни. Герой Украины (2014, посмертно).

## Биография
Родился и вырос в селе Пилиповичи в Житомирской области. Отец — инженер, мать — экономист.
До событий Евромайдана, работал на стройке в Москве, а 30 декабря 2013 года пострадал от пожара, случившегося из-за возгорания проводки. Он вернулся домой на лечение и провёл там месяц, а когда состояние здоровья нормализовалось, отправился на Майдан.
На Майдане охранял баррикады возле Национальной музыкальной академии Украины. Входил в сотню «Самооборона Майдана» Виталия Кличко. Умер 20 февраля от огнестрельного ранения грудной клетки с повреждением внутренних органов.

## Награды
- Звание Герой Украины с удостаиванием ордена «Золотая Звезда» (21 ноября 2014 года, посмертно) — за гражданское мужество, патриотизм, героическое отстаивание конституционных принципов демократии, прав и свобод человека, самоотверженное служение Украинскому народу, проявленные во время Революции достоинства[5].
- Медаль «За жертвенность и любовь к Украине» (УПЦ КП, июнь 2015 года) (посмертно)[6].